# Robert Rocca (Bildhauer)

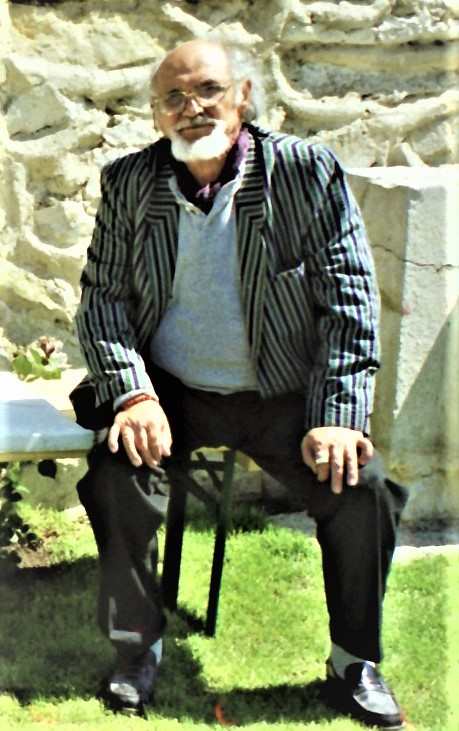
Robert Rocca 2005

Robert Rocca (früher Bob Roc, * 17. Juli 1927 in Saint-Fons, Vorort von Lyon, Frankreich) ist ein französischer Bildhauer und ehemaliger Karikaturist und Comic-Künstler.

## Leben
Robert Rocca wurde in der Gegend von Lyon in einer Familie italienischer Flüchtlinge geboren.

### Pseudonym Bob Roc
Mit 14 Jahren beschloss Robert, unter dem Pseudonym Bob Roc Comiczeichner zu werden. Nach dem Zweiten Weltkrieg arbeitete er als Zeichner für Comics wie „Fantax“, „Targa“, „Marco Polo“ und „Brick le Corsaire“, herausgegeben von Editions du Siècle und Pierre Mouchot. Später verließ er dieses Feld und nahm verschiedene Gelegenheitsjobs an. Er ließ sich schließlich in Saint Mathieu de Tréviers nieder und begann eine Karriere als international anerkannter Bildhauer.

## Werke

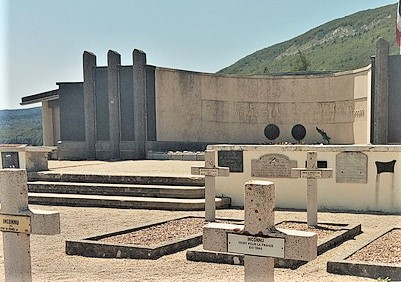
Widerstandsdenkmal in Vercors

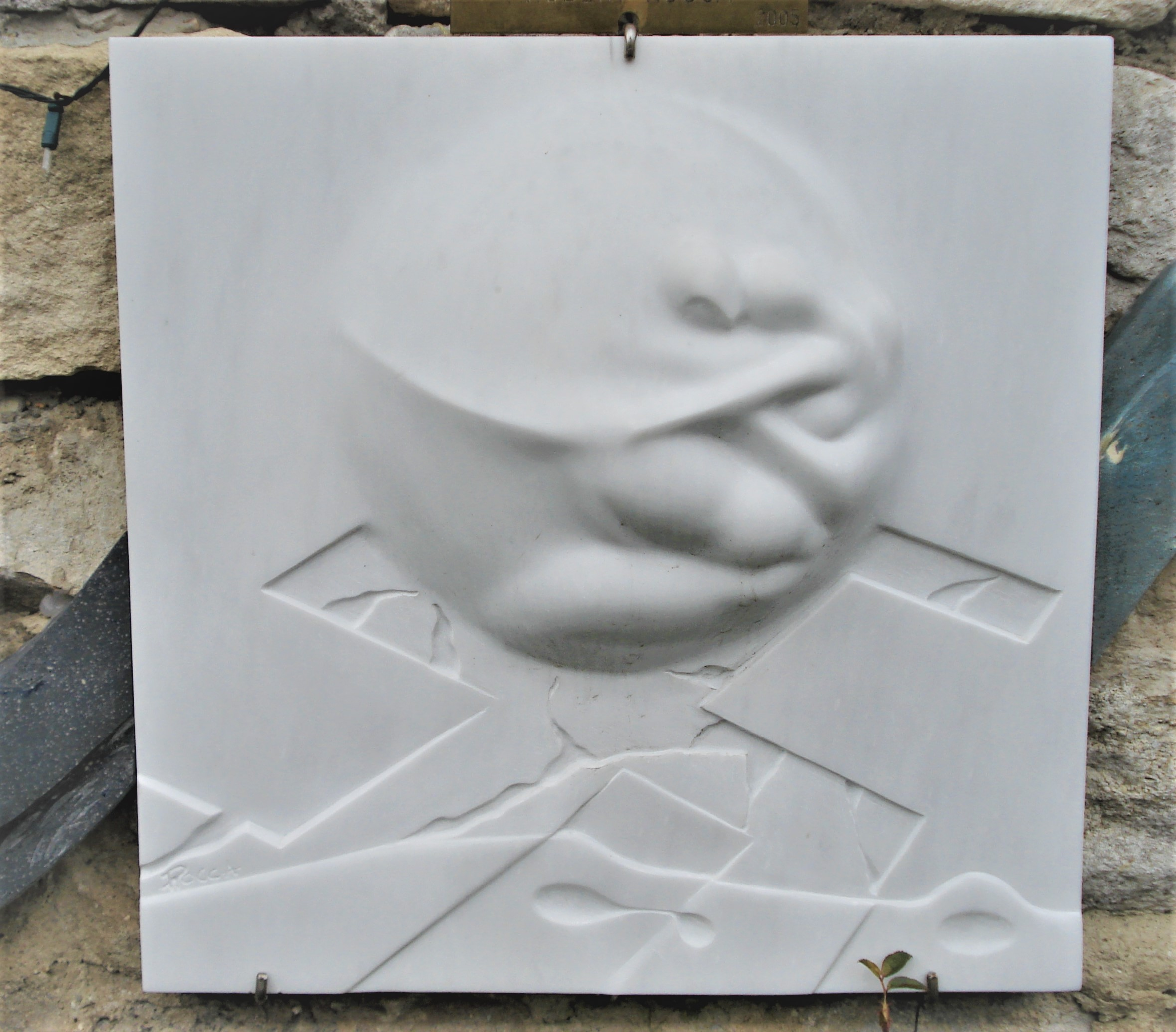
Europa-Wand Kaisersteinbruch, Länderplatte Frankreich

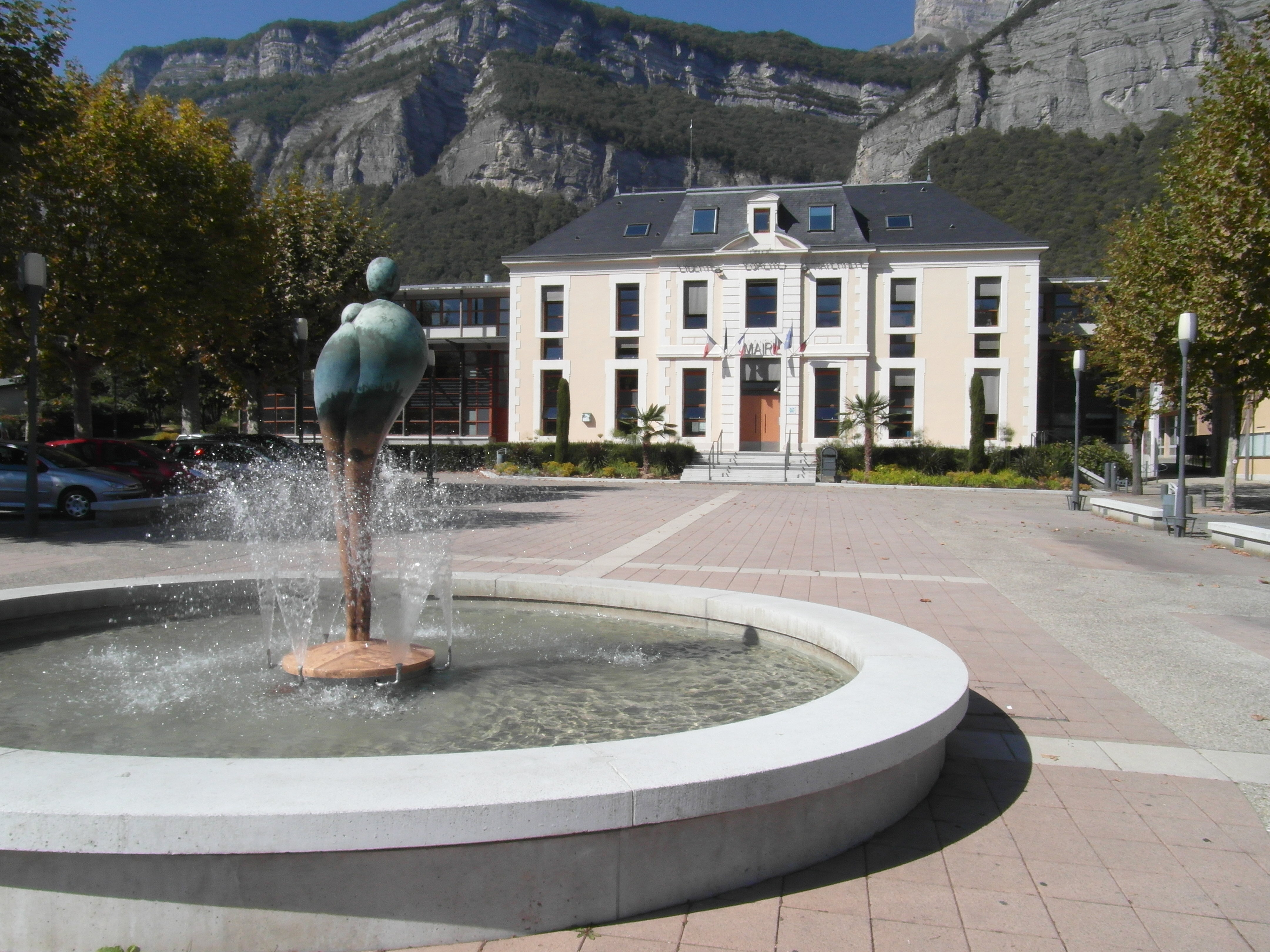
Brunnen vor dem Rathaus in Crolles, Brunnenfigur

Parallel zu den verschiedenen Ausstellungen in Frankreich und im Ausland arbeitete er an Projekten, im Folgenden wird eine Auswahl vorgestellt.
Widerstandsdenkmal Vercors
Das „Chavant-Monument“ ist das Werk des Bildhauers Robert Rocca und soll an das von deutschen Truppen verübte Massaker von Vassieux-en-Vercors erinnern.
Denkmal für die Opfer des Nationalsozialismus in Österreich
Genauso hat Robert Rocca die Teilnahme am Europa-Symposium Kaisersteinbruch 2005 bezeichnet und das Marmorrelief „Vereinigung“ geschaffen. Erinnert wird an die französischen Kriegsgefangenen im Stalag XVII A Kaisersteinbruch. Die Europa-Wand wurde 2005 erweitert: Schweiz, Frédérick Steinmann; Frankreich, Robert Rocca; Bosnien und Herzegowina, Florijan Mićković. Ehrengast und Festredner war der italienisch-österreichische Bildhauer Wander Bertoni.
Skulptur Ombre et Lumiére in Montpellier
2009 Denkmal: 11 m hoch im Kreisverkehr Château d’O in Montpellier
Brunnenskulptur in Crolles
Inmitten der Brunnenanlage vor dem Rathaus von Crolles im Département Isère eine weibliche Figur aus Marmor.
Weibliche Akte
Robert Roccas Werk scheint in direktem Kontakt mit den positiven Kräften des Universums zu sein, er bleibt lebenslang der Darstellung des weiblichen Körpers verbunden. Eine Imagination, die von der Figur der Hera beherrscht wird, manifestiere sich, schreibt Nicolas Postnikowa von der Artothèque des Vendemiaires.

## Ausstellungen
Um 1970 führten ihn einige Ausstellungen in der Pagani-Stiftung in Italien zum Marmor
- 2006: Kloster Auberive Zentrum für zeitgenössische Kunst. Seit 2006 werden Räumlichkeiten für Ausstellungszwecke genützt. In diesem ersten Jahr zum Thema Geisteswissenschaften, wurden Künstler eingeladen, deren Werke in der Sammlung vertreten sind.
- 2019:  Malerei und Skulptur[8]
- 2021: Robert Rocca mit Marie-Thérèse Deydier, Ausstellung Saint-Mathieu-de-Trviers[9]
- 2021: Antonio Lombardi: „Les Matelles - Das Haus des Konsulen“.[10]

## Auszeichnungen
2011 wurde er zum Ritter im Orden der Künste und Literatur ernannt.